# Suzuki V-Strom 800
La Suzuki V-Strom 800 è una motocicletta prodotta dalla casa motociclistica giapponese Suzuki dal 2022.

## Descrizione

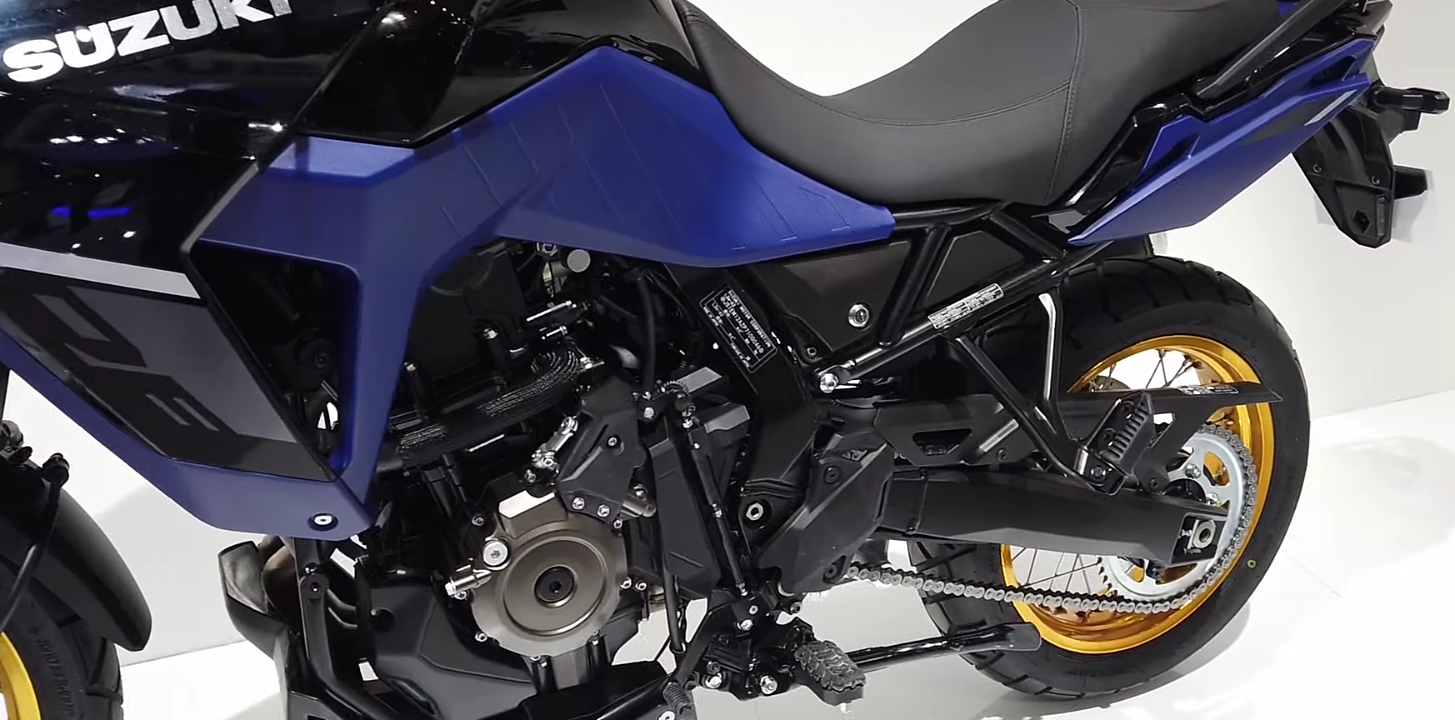

Presentata ad EICMA nel novembre 2022, il telaio è realizzato in acciaio ed ha una struttura del tipo tubolare, con la forcella telescopica a steli rovesciati. L'angolo del canotto di sterzo è di 62 gradi. Nella parte posteriore, ha un forcellone posteriore in alluminio a due bracci con un montante a molla centrale. La dimensione della ruota posteriore è di 17 pollici. La ruota anteriore è di 19 pollici, 21 pollici sul modello 800 DE. L'escursione delle sospensioni è di 150 mm o 220 mm sull'800 DE.
A differenza dei precedenti modelli V-Strom e contrariamente a quanto suggerisce il nome, la V-Strom 800 ha un motore bicilindrico in linea con quattro valvole per cilindro, due alberi a camme in testa e due contralberi di bilanciamento. Utilizza un motore a quattro tempi a due cilindri in linea derivato dalla Suzuki GSX-8S, disponibile nell'unica cilindrata di 776 cm³. Il motore è ad iniezione, raffreddato a liquido con una potenza dichiarata di 84 CV e 78 Nm di coppia. L'alesaggio è di 84 millimetri e la corsa di 70 millimetri, con i perni di biella sono sfalsati di 270 gradi. La V-Strom 800 ha un cambio a 6 marce con un cosiddetto "quickshifter", che consente cambi di marcia senza azionamento manuale della frizione  Il consumo nel ciclo WMTC è di 4,4 L/100 km (circa 22,7 km/l). Il serbatoio ha una capacità di 20 litri.